# 休伯特·汉弗莱
小休伯特·霍拉蒂奥·汉弗莱（英語：Hubert Horatio Humphrey, Jr.，1911年5月27日—1978年1月13日），美国民主黨政治人物，曾任明尼蘇達州聯邦參議員，1965年至1969年間出任第38任副總統。
汉弗莱支持富兰克林·德拉诺·罗斯福推行的新政。他在1948年民主黨全國大會發表關於民權的講話後受到全國的注目，其後他當選參議員。
1968年美國總統選舉，在林登·詹森總統退出初選後，他代表民主黨出馬角逐總統大位，然而因為他對越戰的立場不鮮明，以致8月在芝加哥舉行民主黨全國代表大會期間出現示威抗爭並引發暴力衝突，使他調整部分立場，但最後仍以些微差距敗給共和黨候選人理查·尼克森。

## 早年生活和教育
休伯特·汉弗莱出生于美国南达科他州的华莱士，休伯特·汉弗莱的大部分的青年时光都在都伦度过。他的父亲老休伯特·霍拉蒂奥·汉弗莱（1882–1949）是一位商人和药剂师并且担任过许多公职。汉弗莱中学毕业后，他父亲的离开都伦，怀着改善家庭财务状况的希望在南达科他州的休伦市开设了一家新药店。由于家庭的财务困难，汉弗莱仅在入学一年后就离开明尼苏达大学。他最终获得了科罗拉多州丹佛市国会医学院的药剂师执照并帮助他的父亲经营着这家商店。他们在吸引顾客的方式上进行了创新，在标有木猪的标语上写着：“汉弗莱一家已经成为了为猪和人提供专利药品的制造商”。小休伯特照看商店并搅拌药材，老休伯特销售“BTV”，给猪用的矿物补充剂和驱虫剂，以及其他药品。”汉弗莱后来写道：“我们制成了‘汉弗莱的鼻烟’，替代了维克的滴鼻剂，我觉得我们做的滴鼻剂更好。维克使用了不吸附性的矿物油，我们使用了植物油作为基础，我加入了局部麻醉剂苯佐卡因，所以即使嗅觉没有好转，也感觉不到。”各种各样的“汉弗莱疗法效果很好，并构成了家庭收入的重要组成部分。” 随着时间的流逝，汉弗莱的药店有利可图了，家族再次繁茂起来。汉弗莱在休伦居住期间，经常出席休伦最大的卫理公会教堂，并成为教堂的童子军第6团的侦察长。汉弗莱并不喜欢他的工作，他的梦想是获得政治学博士学位并成为大学教授。他因为不满而胃痛和晕厥，尽管医生发现他没有任何问题。1937年8月，他告诉父亲，他想回到明尼苏达大学。老汉弗莱试图说服儿子继续留在药店工作，但小休伯特拒绝了，他父亲说：“休伯特，如果你不开心，那你就应该做点什么。”汉弗莱于1937年回到明尼苏达大学，并于1939年获得文学学士学位。他还于1940年在路易斯安那州立大学获得硕士学位，并在那里担任政治学的助理讲师。然后他于1940年成为明尼苏达大学的讲师和博士生（加入美国教师联合会），并且是公共事业振兴署（WPA）的主管。在1940年的总统竞选中，汉弗莱和未来的明尼苏达大学的校长马尔科姆·穆斯在明尼阿波利斯广播电台上辩论了民主党总统候选人富兰克林·罗斯福和共和党总统候选人温德尔·威尔基的功过，汉弗莱支持罗斯福。之后汉弗莱开始活跃于明尼阿波利斯的政治领域，结果导致他从未完成博士学位。

## 早期职业生涯和婚姻
1934年，汉弗莱开始与穆里尔·巴克（Muriel Buck）约会。他们与1936年结婚，拥有四个孩子。钱一直对汉弗莱是一个大问题，特别是当他竞选总统时。”为了筹款，汉弗莱经常进行付费演讲他一直住在马里兰州雪佛兰（Chevy Chase）的一个中产阶级郊区房屋。1958年，汉弗莱夫妇用他们的积蓄和演讲费在明尼阿波利斯以西约40英里的明尼苏达州韦弗利市建造了一个湖滨房屋。
第二次世界大战期间，汉弗莱曾三度尝试参军，但均以失败告终。他两次尝试加入海军，但都因色盲而被拒绝。然后，他于1944年12月试图入伍，但由于双疝气、色盲和肺钙化而未能通过体格检查。尽管他曾尝试参军，但一位传记作者会指出“在整个政治生涯中，汉弗莱都被指控逃避兵役”。汉弗莱领导过各种战时的政府机构，同时担任大学讲师。汉弗莱在1944年春天离开玛卡莱斯特学院后，一直担任明尼阿波利斯广播电台的新闻评论员直到1945年。
1943年，汉弗莱竞选明尼阿波利斯市长输了，尽管他经费不足，但仍取得了47%以上的选票。汉弗莱也是明尼苏达州民主党和农民工党合并成立明尼苏达民主-农民-劳工党（DFL）的重要推动者，他还参与了罗斯福总统在1944年的竞选连任。1945年，共产党人试图夺取对DFL的控制权时，汉弗莱成为一名积极的反共主义者并成功将共产主义者从DFL中驱逐。
战争结束后，他以61%的选票赢得了明尼阿波利斯市长选举，于1947年以建城历史上最大的优势赢得了连任。他改革了明尼阿波利斯的警察部队。明尼阿波利斯被称为美国的“反犹太主义之都”，并且非洲裔美国人也收到歧视，汉弗莱为打击歧视做出了巨大的努力。他成立了关系委员会，并建立了市政府的公平就业委员会，使明尼阿波利斯成为美国仅有的少数几个禁止劳动力歧视的城市之一。汉弗莱在1960年对记者白修德说道：“我曾经在明尼阿波利斯市担任市长……市长做得很好，这是担任州长和担任总统之间最好的工作。”

## 1948年民主党全国代表大会
当年民主党由认为联邦政府应保护少数族裔公民权利的北方人和主要认为南方州应能够在其边界内实行传统种族隔离的南方人分裂。在1948年的民主党全国代表大会上，现任总统哈里·S·杜鲁门搁置了1946年民权委员会的大部分建议，以避免激怒南方民主党。但是汉弗莱在《进步》杂志上写道：“民主党必须执行报告中每一项原则的，或不全则无。”
一个多元化的反对当年民主党代表大会对于民权不温不火的态度的联盟建立，包括汉弗莱、保罗·道格拉斯和约翰·雪莱等反共自由主义者，他们后来都被称为民主党的进步派主义者。他们提议在政党上增加一个“少数族裔派”，这将使民主党对种族隔离采取更加积极的反对态度。少数族裔派委员会呼吁联邦立法禁止私刑，结束南方的学校隔离，并结束基于肤色的工作歧视。布朗克斯市的埃德·弗林（Ed Flynn）等城市民主党也大力支持少数派，他们承诺东北地区的代表向汉弗莱的平台投票，芝加哥的雅各布·阿维和匹兹堡的戴维·劳伦斯。尽管被视为保守派，但城市民主党们认为，北方民主党人可以通过支持民权来赢得许多黑人选票，而只会损失较小的南方民主党人支持。尽管许多学者认为工会是该联盟的主要领导人，但是除了工业组织国会政治行动委员会（CIOPAC）的负责人杰克·科罗尔和AF惠特尼（AF Whitney）之外，没有其他重要的劳工领导人参加了该大会。
尽管杜鲁门的助手们为避免该问题在党代会上闹大，但汉弗莱还是为少数族裔派发言。汉弗莱在一次著名的演讲中热情洋溢地表示：“对于那些说我们在过于着急解决民权问题的人，我对他们说，我们已经晚了172年！对于那些说民权是对州权侵犯的人，我是这样说的：民主党已经到了摆脱州权的的阴影，直奔人权的阳光的时候了”，汉弗莱和他的盟友获得了成功，该公约以651票、超过1/2的票数通过支持民权的纲领。
在表决之后，密西西比州代表和阿拉巴马州一半的代表走出了大厅，许多南方民主党人对这种“生活方式”的冒犯如此激怒，以至于他们成立了州权民主党，并提名了自己的总统候选人南卡罗来纳州州长斯特罗姆·瑟蒙德。州权民主党的目标是将南部各州的票从杜鲁门拿走，从而使他选举失败；他们认为，在这样的失败之后，民主党将永远不会再积极地支持民权。这一举动适得其反，尽管民权是杜鲁门失去了州权民主党人的支持，但却使他获得了很多的黑人选票，特别是在北方大城市。结果导致杜鲁门1948年美国总统选举击败了托马斯·杜威。结果表明，民主党可以在没有美國南部以及减少南方民主党的人的支持下赢得总统选举。普利策奖得主、历史学家大卫·麦卡洛曾撰文指出，汉弗莱可能比杜鲁门本人以外的任何人作用更大地使他赢得选举。

## 參議員（1949–1964）

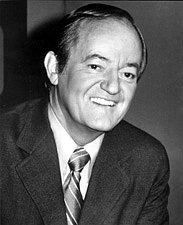
担任参议员时期的汉弗莱

汉弗莱作为一名明尼苏达民主-农民-劳工党候选人赢得了明尼苏达参议员选举，他以89%的选票赢得了民主党初选并以以60%的选票击败了时任共和党参议员。他于1949年1月3日上任，成为美国内战之后明尼苏达州首位来自民主党的民选参议员。他在1954年和1960年连任。1961年，他的同事们将他选为多数党党鞭，直到1964年12月29日他离开参议院，担任副总统一职。汉弗莱于第81届到第87届国会以及第88届国会的一部分中任职。
最初，汉弗莱对民权的支持导致他被南部民主党人排斥，他们占据参议院的领导职位并希望因他在1948年美国民主党代表大会上支持民权纲领而受到惩罚。南方民主党领导人来自佐治亚州参议员小理查德·罗素在汉弗莱走过时曾对其他参议员说：“你能想象明尼苏达州人民派那该死的傻瓜来代表他们吗？” 汉弗莱并不害怕；他的正直，热情和雄辩最终使他赢得了大多数南方人的尊重。南方民主党人也更同意于接受汉弗莱，成为来自德克萨斯州的美国参议院多数党领袖林登·约翰逊的门生。汉弗莱因倡导自由主义（例如民权、军备控制、核试验禁令、食品券和人道主义外援）和漫长而机智的演讲而闻名。
汉弗莱是一位自由主义者，为捍卫杜鲁门对1950年《麦卡伦法案》的否决而斗争，该法案旨在压制美国共产党。他与一小撮自由派人士一起支持哈利·基尔戈的替代方案，该方案将允许总统在国家紧急状态下不经审判就锁定颠覆分子，目标是分裂麦卡伦联盟；该策略未能阻止新法案的通过，参议院以57票对10票推翻了杜鲁门的否决。1954年，他提议将共产党员资格定位重罪，这是为了拖延一项会伤害工会的法案，但汉弗莱的提议仍没有通过。
汉弗莱是第84届和第85届国会裁军委员会的主席。1960年2月，他提出了建立国家和平总局的法案。汉弗莱与另一位前药剂师卡尔·达勒姆代表共同发起了《达勒姆-汉弗莱修正案》（Durham-Humphrey Amendment），该修正案修正了《联邦食品、药品和化妆品法》，为药品定义了两个特殊类别，即“传奇”（处方）和非处方药（OTC）。
1964年，作为参议院的民主党党鞭汉弗莱在和参议院共和党少数党领袖埃弗里特·迪尔克森对1964年民权法案的攥写起到了重要性。汉弗莱一贯的开朗和乐观的举止，以及他对自由主义的大力倡导，使他被参议院的许多同事和政治记者们昵称为“快乐的战士”。
尽管约翰·肯尼迪总统因建立和平队而屡获殊荣，但汉弗莱于1957年提出了第一个建立和平队的法案，比肯尼迪的密歇根大学演讲早了三年。三位记者在1969年发表的关于汉弗莱的文章写道：“美国政治中很少有人能创造那么持久的意义，汉弗莱而非肯尼迪第一次提议建立和平队；“粮食换和平”计划是汉弗莱的主意；医疗保险也是如此，在他首次提出该法案后十六年才通过；他为‘联邦援助教育’自1949年就开始工作；还有禁止核试验条约，这些都是参议院20年为自由主义事业奋斗的纪念碑”。约翰逊总统曾说过：“多数参议员都是小鱼，休伯特·汉弗莱是条鲸鱼。”
汉弗莱在他的自传中写的：“对我来说，有三项特别具有重要性的法案：和平队、裁军机构和《禁止核试验条约》。总统知道我的感受后，要求我为所有这三个法案立法。我于1957年提出了第一份和平队法案。一些传统的外交官并不赞同，对成千上万的年轻人的想法感到震惊。”
1951年1月7日，汉弗莱与参议员保罗·道格拉斯一起呼吁拨出800亿美元的联邦预算，以打击共产主义的侵略，同时加重税率以防止借款。在1951年1月致杜鲁门总统的信中，汉弗莱写道有必要建立类似于公平就业实践委员会的委员会，以结束国防工业中的歧视，并预计通过行政命令建立这样的委员会将得到美国人的高度认可。
1953年6月18日，汉弗莱提出了一项决议，呼吁美国敦促德国举行自由选举，以应对东柏林的反共暴动。
1958年12月，汉弗莱在收到访问尼基塔·赫鲁晓夫的信息后返回，坚称该信息对美国不是负面的。汉弗莱在1959年2月说，美国报纸本应无视赫鲁晓夫称他为“童话叙述者”的评论。汉弗莱在9月致国家固定物和办公设备协会的讲话中呼吁进一步检查赫鲁晓夫的“和平共从”的学说，并认为通过使用美国的“和平武器”可以赢得冷战。
1963年6月，汉弗莱陪同他的长期朋友劳工领袖沃尔特·路则前往瑞典总理的在harsund的夏令营旅行，与欧洲社会主义领导人见面交流思想。与汉弗莱和罗伊特会晤的欧洲领导人中，有英国、瑞典、丹麦和挪威的总理，以及未来的德国总理维利·勃兰特。

## 总统与副总统志向（1952-1964）
在1964年担任副总统之前，汉弗莱在参加了民主党总统提名。第一次是1952年，他在第一轮投票中仅获得26票。第二次是在1960年。在这两次竞选之间，汉弗莱参加了1956年民主党全国代表大会副总统提名的混战，他在第一轮投票中获得134票，在第二轮投票中获得74票。
1960 年，汉弗莱在初选中与同为参议员的约翰·肯尼迪角逐总统提名。他们的第一次会面是在威斯康星州初选，肯尼迪组织良好、资金充足的竞选活动战胜了汉弗莱精力充沛但资金不足的努力。 汉弗莱认为在威斯康星州初选击败肯尼迪会削弱后者竞选的势头。肯尼迪迷人的兄弟姐妹和妻子杰奎琳也在在全州范围内拉票。汉弗莱有一次抱怨说，他“感觉自己就像一个独立商人与连锁店竞争”。汉弗莱后来在他的回忆录中写道：“穆里尔和我以及我们的‘普通’人无法与杰奎琳和其他女性的魅力相提并论，还有彼得劳福德......以及弗兰克辛纳特拉演唱他们的竞选歌曲“希望”（high hopes）。杰奎琳将家庭和在好莱坞的优势带到了威斯康星州。人们喜欢，媒体也喜欢。” 肯尼迪赢得了威斯康星州的初选，但比预期差距的要小一些。一些评论家认为，肯尼迪的胜利优势几乎完全来自罗马天主教人口众多的地区， 并且新教徒支持汉弗莱。结果汉弗莱拒绝停止竞选，并决定在西弗吉尼亚初选中再次与肯尼迪竞争。根据一位传记作者的说法，“汉弗莱认为他在西弗吉尼亚州的机会很大，这是四年前在副总统投票少数没有失败的几个州之一.西弗吉尼亚州的农村比城市多得多，这似乎让人们喜欢汉弗莱的风格。而且国家是劳动力的堡垒，当时西弗吉尼亚州失业率居高不下，汉弗莱觉得他可以和他们交心，而且西弗吉尼亚95%的人口都是新教徒（汉弗莱是公理会主义者） 。”
肯尼迪选择正面解决宗教问题（当时很多人反对一个天主教徒担任总统）。在无线电广播中，他仔细地把问题从关于天主教与新教的问题重新定义到宽容与不宽容的问题。肯尼迪的呼吁使在整个职业生涯中都倡导宽容的汉弗莱处于守势，肯尼迪报复性地攻击了他。前总统富兰克林·罗斯福的儿子小富兰克林·罗斯福在西弗吉尼亚州为肯尼迪竞选，并提出了汉弗莱在二战中未能在武装部队服役的问题。罗斯福告诉观众，“我不知道他（汉弗莱）在第二次世界大战中在哪里”，并分发传单指控汉弗莱是一名躲避征兵。史学家罗伯特·达莱克（Robert Dallek）写道，当时担任他兄弟约翰·肯尼迪竞选经理的罗伯特·肯尼迪获得了“汉弗莱可能在第二次世界大战期间逃兵役的信息……他敦促罗斯福使用这一点。”汉弗莱相信罗斯福的逃兵役指控声称“已经得到了鲍比的批准，如果不是杰克的话”。然而汉弗莱逃避兵役的说法是错误的，因为在战争期间汉弗莱试图服役，但因为身体残疾而未能成功。在西弗吉尼亚州初选结束后，罗斯福对汉弗莱道歉。根据历史学家小亚瑟·施莱辛格（Arthur Schlesinger, Jr.）的说法，罗斯福“觉得自己被利用了，将躲避兵役指控归咎于罗伯特·肯尼迪不惜一切代价赢得胜利的决心......罗斯福后来说这是他一生中最大的政治错误。”
汉弗莱赢得了肯尼迪没有参加的南达科他州和哥伦比亚特区初选。在1960年民主党全国代表大会上，即使他不再是初选候选人，他也获得了41票。

### 竞选副总统
1960年汉弗莱的失败对他产生了深远的影响；初选结束后，他告诉朋友，作为一个政治上相对可怜的人，除非他先担任副总统，否则他不太可能成为总统。汉弗莱认为只有通过这种方式，他才能获得赢得民主党提名所需的资金、全国组织和知名度。因此随着1964年总统竞选开始，汉弗莱明确表示有兴趣成为林登·约翰逊的竞选搭档。在1964年的民主党全国代表大会上，约翰逊让三名可能的副总统候选人、康涅狄格州参议员托马斯·多德（Thomas J.Dodd）、明尼苏达州参议员尤金·麦卡锡、汉弗莱以及全国保持悬念，然后宣布他选择汉弗莱，在宣布他的名字之前对他的进行了相当长的赞扬。
第二天，汉弗莱的提名演讲盖过了约翰逊自己的提名感言，休伯特向约翰逊总统致诚挚敬意，然后大步向前，开始攻击参议院以及共和党总统候选人巴里·戈德华特，“参议院中的大多数民主党人和共和党人投票赞成为美国公民和美国企业减税115亿美元，”他喊道，“但戈德华德没有。参议院的大多数民主党人和共和党人——他自己政党的五分之四的成员支持1964年民权法案，但戈德华特没有。”一次又一次，掌声雷鸣般响起：“但戈德华特没有！”代表们抓住了节奏开始唱诵，汉弗莱脸上浮现出一抹疑惑的笑容，然后变成了得意的笑声，汉弗莱在未来几周内将成为一个强大的候选人。
1964年9月7日，汉弗莱在俄亥俄州扬斯敦向劳工领袖发表讲话时说，劳工运动“在这次选举中比几乎任何其他社会阶层都面临更大的风险”。9月10日，在新泽西州的詹姆斯堡（Jamesburg, New Jersey），汉弗莱评论说戈德沃特在谈到城市住房问题时有“不支持的记录”。在9月12日的丹佛民主党集会上，汉弗莱指控戈德华特拒绝了大多数美国人和他所在党派成员支持的计划。在圣达菲9月13日的集会上，汉弗莱说戈德沃特领导的共和党正在寻求“分裂美国”，戈德沃特会在他缩小政府规模的过程中祸害民众。9月16日，汉弗莱表示，美国民主行动联盟支持约翰逊政府对古巴的经济制裁，该组织盼望一个自由的古巴。第二天在德克萨斯州的圣安东尼奥，汉弗莱说戈德沃特反对大多数德克萨斯人和美国人喜欢的计划。9月27日，汉弗莱在俄亥俄州克利夫兰露面时说，肯尼迪政府已经带领美国走向繁荣的方向，并呼吁选民举行全民公决，反对“那些试图用铁锁链取代自由女神像的人”。
10月2日，在加利福尼亚州洛杉矶的神殿礼堂，汉弗莱表示大选将让选民在约翰逊总统和“黑暗”的候选人之间做出选择。在10月9日新泽西州泽西市的一次露面中，汉弗莱通过吹捧肯尼迪和约翰逊总统任期的成就来回应对现任政府的批评。10月18日，在沃尔特·詹金斯因丑闻辞职一周后，汉弗莱在佛罗里达州坦帕说他不知道任何与此案有关的安全问题。10月24日，汉弗莱在明尼阿波利斯将针对参议员约瑟夫·麦卡锡的谴责投票、民权法案和禁止核试验条约列为貝利·高華德投票记录上的“过去十年美国参议院面临的三大良心问题”。汉弗莱在10月26日在芝加哥的一次演讲中称高華德“既不是共和党人也不是民主党人”而是“激进分子”。
约翰逊和汉弗莱压倒性的赢得了这场选举，赢得538张选举人票中的486张选举人选票，戈德华特只赢得了南方的五个州和他的家乡亚利桑那州。10月，汉弗莱曾预测民主党会压倒性的赢得大选，但不会赢得每一个州。
赢得选举之后，汉弗莱和约翰逊前往总统在德克萨斯州石墙市的农场，之后汉弗莱前往维尔京群岛度假，在度假中汉弗莱声明说他没有与约翰逊讨论他作为副总统的职责，以及全国竞选活动是否应该减少至四个星期。在11月20日的一次采访中，汉弗莱宣布他将在下个月中途辞去参议院席位就职副总统，沃尔特·蒙代尔被任命完成余下的任期。
1964年12月10日，汉弗莱在椭圆形办公室会见了质疑其锋芒毕露的约翰逊总统，约翰逊向汉弗莱展示了一份乔治·里德（George Reed）的备忘录，其中声称总统将在六个月内死于已经患上的致命心脏病。同一天，在华盛顿的一次演讲中，约翰逊宣布汉弗莱将担任协助政府民权计划的职位。
1965年1月19日，也就是就职典礼的前一天，汉弗莱告诉民主党全国委员会，由于总统选举大胜，民主党已经统一。

## 副總統（1965-1969）

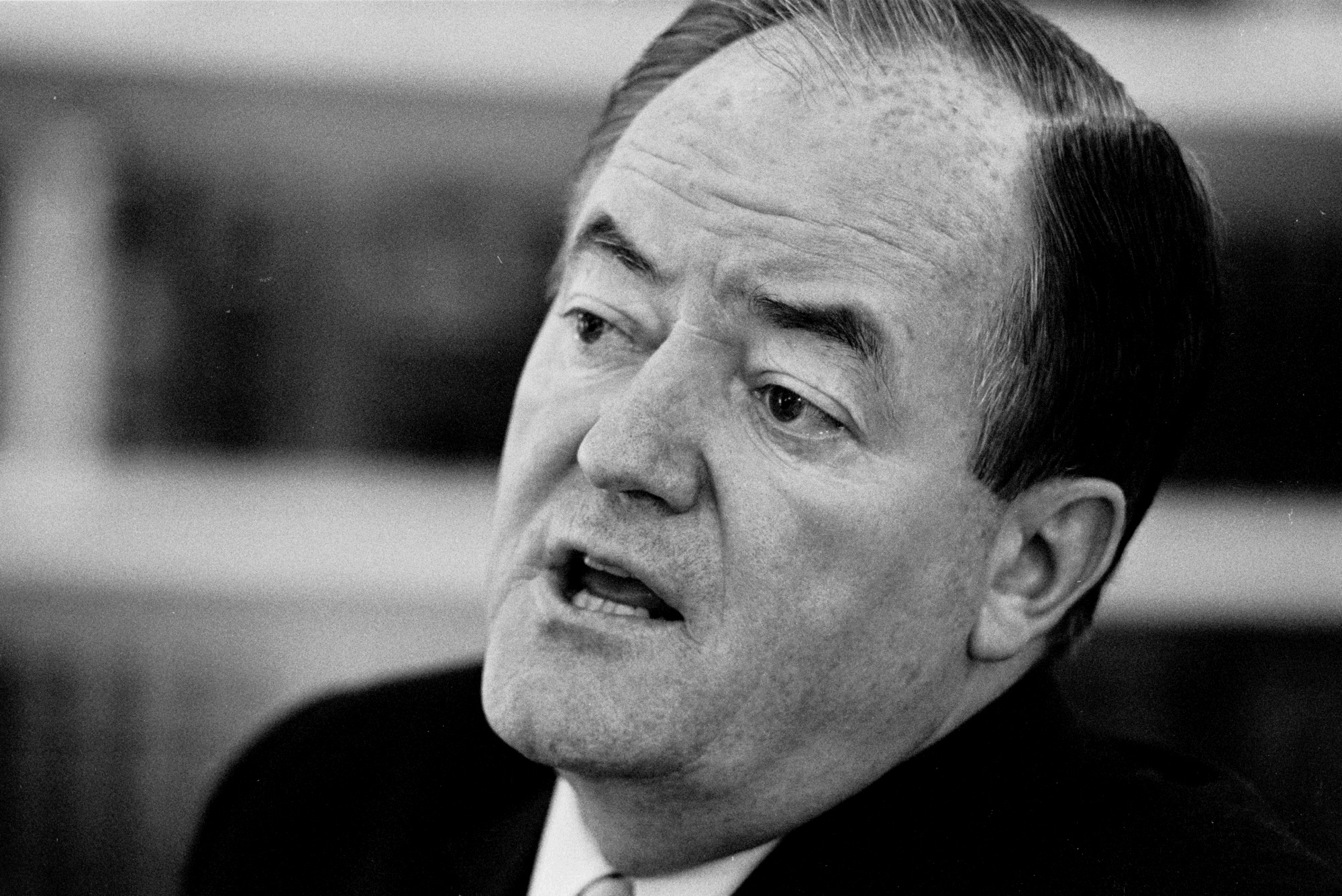
1965年6月21日，漢弗萊副總統在橢圓形辦公室的一次會議上

漢弗萊於1965年1月20日就職，結束了美國副總統長達14個月的空缺，他是當時越戰的早期疑論者。繼北越成功在1965年2月7日打敗了美軍在波來古的軍事設施後，漢弗萊便從格魯吉亞返回華盛頓，試圖阻止事態進一步升級。漢弗萊告訴約翰遜總統，轟炸北越並不能解決南越的問題，並指出越南的軍事解決方案將花費數年，遠遠超過下一個任期。約翰遜為了回應這一項建議，冷凍了漢弗萊幾個月以作懲罰，直到漢弗萊決定“重返團隊”並全力支持戰爭。
儘管漢弗萊因對約翰遜及其政府存在不忠的傾向而受到批評，但他也拒絕公開批評約翰遜的越戰政策，因此漢弗萊的許多自由派朋友和盟友拋棄了他。日後揭露約翰遜威脅漢弗萊，如果其公開批評自己的政策，他將反對漢弗萊當選下屆民主黨代表大會的總統候選人。往後在芝加哥舉行的民主黨代表大會出現反戰人士引發的紛亂，而漢弗萊亦在1968年总统大选中慘敗。

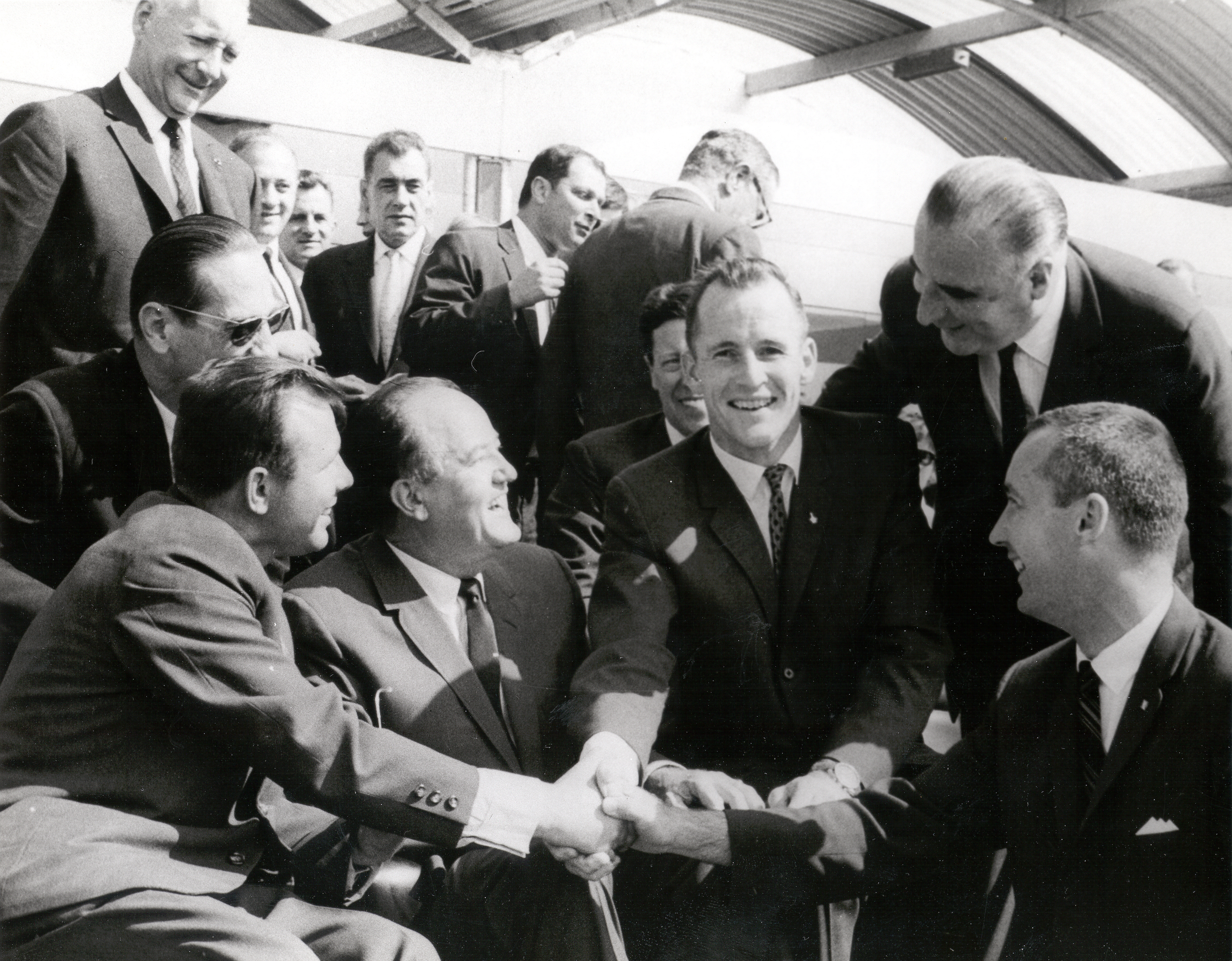
漢弗萊在1965年的巴黎航展上與蘇聯宇航員尤里·加加林和雙子座4號的宇航員

漢弗萊擔任副總統時，曾受到音樂家湯姆·萊勒的諷刺，標題為“休伯特變成了什麼”，這首歌講述了一些自由主義者和進步主義者對漢弗萊感到失望的情況。漢弗萊在擔任副總統時比在參議員時變得更加沉默寡言。